# مالابويوك
مالابويوك هي بلدية تقع في محافظة سيبو في الفلبين، وتتميّز بموقعها الساحلي الذي يجمع بين الطبيعة الخلابة والأنشطة البحرية المتنوعة، تشتهر المنطقة بالزراعة وصيد الأسماك، إضافة إلى كونها مقصدًا للسياح الباحثين عن الهدوء والجمال الطبيعي.

## نبذه
تضم البلدية شواطئ رملية خلابة وخلجانًا صغيرة، كما تحيط بها عدة جزر توفر فرصًا لممارسة الغطس والسباحة، تنتشر فيها القرى التقليدية التي تعكس التراث المحلي وثقافة المجتمع الفلبيني.
يعتمد سكان مالابويوك بشكل رئيسي على الزراعة وصيد الأسماك، وتعد الأسواق المحلية مركزًا حيويًا يعكس حياة السكان اليومية، كما تستضيف البلدية بعض الفعاليات والمهرجانات التي تعزز السياحة وتعرّف الزوار بالعادات والتقاليد المحلية.